# 톰 오스틴
토머스 마이클 카터(영어: Thomas Michael Carter, 1987년 9월 15일 ~ )는 예명 톰 오스틴(Tom Austen)으로 잘 알려진 잉글랜드의 배우이다.

## 참여 작품

### 텔레비전
- 셰임리스 (2004년 드라마)
- 더 보르지아
- 미스핏츠 (드라마)
- 아가사 크리스티: 명탐정 포와로
- 그랜트체스터
- 언포가튼
- 볼드 타입
- 헬스트롬 (드라마)